# Коцкарница
Коцкарница или казино је фирма у којој су уз одређену концесију дозвољене одређене врста игара на срећу. Коцкарнице су обично смештене у хотелима или у његовој близини, као и уз ресторане, трговине, бродове за крстарење или друге туристичке атракције. Углавном се игра са посебним жетонима који се могу купити унапред. Када играч напушта коцкарницу, евентуално преостали жетони се замењују правим новцем. Врло познате коцкарнице се налазе у Монте Карлу, Лас Вегасу и Атлантик Ситију.
Води се мноштво расправа о томе да ли друштвене и економске последице коцкања у казину надмашују иницијалне приходе који се могу генерисати. Нека казина су познате и по томе што организују забавне догађаје уживо, као што су самостални наступи комичара, концерти и спортски догађаји.

## Етимологија и употреба
је реч италијанског порекла са кореном casa који значи „кућа”. Термин casino може да значи мала сеоска вила, летњиковац, или друштвени клуб. Током 19. века, термин казино почео је да обухвата друге јавне зграде где су се одвијале угодне активности; такве зграде су обично грађене на газдинству веће италијанске виле или палате, и кориштене су за обављање разних градских грађанских функција, укључујући плес, коцкање, слушање музике и спортове; примери у Италији су вила Фарнезе и вила Ђулија, а у САД Њупорт казино in Њупорту у Роуд Ајланду. У модерном италијанском језику casino је било бурдељ (који се још назива и casa chiusa, дословно „затворена кућа”), менза, или бучно окружење, док се играчка кућа пише casinò, са акцентом. Реч „казино” исто тако долази из венецијанског језика и означава приватне просторије млетачких племића у близини Дуждоове палате, где су облачили службена одела. Та одела су морали да носе на састанцима Великог већа као службеници или као тела државне управе.
Не користе се сва казина за коцкање. Каталина казино, познати оријентир изнад луке Авалон на острву Санта Каталина у Калифорнији, никад није био кориштен за традиционалне игре на срећу, које су већ биле забрањене у Калифорнији до времена када је изграђен. Копенхагенски казино је било позориште, познато по масовним јавним састанцима који се често одржавани у његовој сали током Револуције из 1848. године, која је учинила Данску уставном монархијом. До 1937. године, то је било добро познато данско позориште. Ханко казино у лучком граду Ханко у Финској — једна од најистакнутијих знаменитости тог града — никад није кориштен за коцкање. Уместо тога, то је била банкетна сала за руско племство које је крајем 19. века посећивало ово бањско место, а сада се користи као ресторан.

## Приступ
У већини земаља приступ имају само пунолетне особе са важећом идентификацијом. Такође, пажња се посвећује и одевању гостију. Становницима места у коме се налази казино, забрањен је приступ коцкарници због опасности зависности од коцкања.

## Статистика
Статистичка вероватноћа математички показује, да је казино у сваком тренутку у предности у односу на играче. Па, према томе, највише одиграних игара завршава се победом управо казина.

## Криминал
Велики проблем везан за казино, јесте криминал. Многи противници казина тврде да казино повећава стопу криминала. Победа у казину се не опорезује, па се због тога казино може и злоупотребљавати и за прање новца. Према извештају кинеске Конгресне Извршне комисије, до две стотине две милијарде долара годишње се пере у казину Макао. За прање новца у коцкарници, постоји велики број начина, па је и ова појава јако учестала.

## Игре у казину
- Бакарат
- Бинго
- Блекџек
- Крапс
- Слот машина
- Покер
- Покер са три карте
- Видео покер
- Ред дог
- Рулет
- Сик бо

## Здравље и сигурност на раду
Постоје јединствена здравствени проблеми у коцкарској индустрији. Најчешће су појаве рака узрокованог дуготрајним излагањем дуванском диму и маскулоскелеталне повреде услед вишечасовних понављајућих покрета при опслуживању коцкарских столова.

## Галерија
- Италијански Казино ди Кампионе, у близини Лугана, који је највећи казино у Европи[17]
- Улаз у казино при одмаралишту Свет Сентозе, Сингапур
- Галакси Макао ноћу на острву Макао
- The Казино ројал хотеле и касино у Парадајзу, Невада, САД
- Поглед на Марина беј сандс у Марина беју, Сингапур
- Венецијанац у Парадајзу, који је седиште казино гиганта Лас Вегас Сандса.
- Венецијански Макао у Лас Вегасу
- Поглед на Монте Карло казино, Монако
- ХДР панорама
- Августинов торањ
- Ескалибур Лас Вегас